# Caroline Langrishe
Caroline Langrishe, née le 10 janvier 1958 à Londres (Royaume-Uni), est une actrice britannique.

## Biographie
Caroline Langrishe s'est mariée le 15 novembre 1984 avec l'acteur de genre Patrick Drury (en) duquel elle divorce en 1995 après avoir eu deux filles.

## Filmographie

### Cinéma
- 1977 : Holocauste 2000 : Petite amie (en tant que Caroline Horner)
- 1978 : La Grande Cuisine : Loretta
- 1979 : L'Étalon de guerre : Judith
- 1980 : La Mort en direct : La fille dans le bar
- 1988 : Hawks : Carol
- 1996 : Crimetime : Jenny Lamb
- 1998 : Parting Shots : Vanessa
- 1999 : Trader : Ash Lewis
- 2005 : Kisna: The Warrior Poet : Jennifer Beckett
- 2011 : Love's Kitchen : Liz
- 2012 : A Second Son : Lorraine Turner
- 2014 : Bonobo : Margarita Goethe
- 2014 : Plastic : Professeur
- 2017 : Money Maker : Margarita Goethe

#### Courts-métrages
- 2000 : Pietà
- 2009 : Memorabilis
- 2011 : David Rose
- Date inconnue : Aleeza and Harriet

### Télévision

#### Séries télévisées
- 1976 : The Brothers (série télévisée) : Lynn
- 1976 : The Glittering Prizes : Felicity
- 1976 : Victorian Scandals : Hypatia Bradlaugh
- 1977 : Anna Karenina : Kitty
- 1977 : Just William : Dolly Clovis
- 1977 : Romance : Lucinda
- 1978 : Wuthering Heights : Isabella Linton
- 1979-1982 : Play for Today : Jane / Jill
- 1980 : La Maison de tous les cauchemars : Tina
- 1981 : Bizarre, bizarre : Ellen
- 1981 : Seconds Out : Lewa Brenson
- 1982 : Shakespeare Lives!
- 1982 : CQFD, Alambic et Torpédo : Jenny Martin
- 1983 : Number 10 (en) : Eleanor Eden
- 1984 : L'Amour en héritage
- 1984 : Minder : Julie Waters
- 1984 : Sharing Time : Kelly
- 1986 : Love and Marriage : Lucy
- 1987 : Fortunes of War : Bella Niculesco
- 1987 : Pulaski: The TV Detective : Kate Smith / Briggsy
- 1988-1989 : The Return of Shelley : Carol
- 1989 : Boon : Charlotte 'Charlie' Hannigan
- 1990 : Chancer : Penny Nichols
- 1990 : The Bill : Perditia Flaxton-Green
- 1991 : Hercule Poirot : Marguerite Clayton (Le Mystère du bahut espagnol)
- 1991 : Trainer : Alison Taylor
- 1993 : An Exchange of Fire : Dr. Sheila Stevens
- 1993 : Cluedo : Candice Costello
- 1993-1994 : Les Règles de l'art : Charlotte / Charlotte Cavendish
- 1993-1998 : Médecins de l'ordinaire : Anna Bradshaw / Dr. Susan Lees
- 1997 : Bombay Blue : Jane Ballinger
- 1998 : Heartbeat : Jane Hayes
- 1998 : Mosley : Jane Bewley
- 1999 : Cléopâtre : Calpurnia
- 1999 : Taggart : Helen Drummond
- 2000 : Brand Spanking New Show
- 2000 : Brotherly Love (en) : Kate Cameron
- 2001-2007 : Judge John Deed : Georgina Channing / George Channing / Georgina Channing QC / ...
- 2002 : Et alors? : Vyvian / Vyvian Sutton
- 2004 : The Afternoon Play : Anna Sullivan
- 2005 : Egypt : Lady Carnarvon
- 2006 : Tripping Over : Sarah
- 2007-2008 : Casualty : Marilyn Fox
- 2010 : Doctors : Judith Leicester
- 2010 : Pete Versus Life : Ros
- 2010-2017 : Inspecteur Barnaby : Janey Rafferty / Susan Fincher
- 2011 : Hollyoaks : Judith Harper-McBride
- 2011 : Outnumbered : Jenny
- 2011 : The Case : Saskia Stanley
- 2013 : Meurtres au paradis : Laura Masters
- 2014 : Agatha Raisin : Sheila Barr

#### Téléfilms
- 1978 : Les Misérables : Cosette (adulte)
- 1984 : A Christmas Carol : Janet Holywell
- 1986 : Poirot joue le jeu : Sally Legge
- 1988 : Twelfth Night, or What You Will : Olivia
- 1996 : Sharpe's Regiment : Lady Anne Camoynes
- 1997 : Embassy : Belinda Thompson
- 1997 : Sharpe's Justice : Lady Anne Camoynes
- 2000 : Justice in Wonderland : Miss Bozek
- 2000 : Newborn : Dr. Kathryn Reed